# Meteorus watanabei
Meteorus watanabei är en stekelart som beskrevs av Maeto 1988. Meteorus watanabei ingår i släktet Meteorus och familjen bracksteklar. Inga underarter finns listade i Catalogue of Life.